# Награда Лазар Трифуновић
Награда Лазар Трифуновић установљена је 1992. године са циљем да подстиче и негује  критичку мисао и критичка гледишта о савременој ликовној и визуелној уметности, исказана у  писаним формама и електронским медијима. Ово јединствено стручно признање које се додељује за стваралаштво у једној календарској години, на иницијативу Културног центра Београда основали су: Одељење за историју уметности Филозофског факултета у Београду, Народни музеј и Музеј савремене уметности у Београду, Друштво историчара уметности Србије, Удружење ликовних уметника Србије, Београдски програм РТС и  Удружење ликовних критичара Србије, институције са којима је Лазар Трифуновић имао дугогодишњу сарадњу.
Награда се додељује од 1993. године и носи име Др Лазара Трифуновића ( Београд, 14.01.1929 – 23. 07.1983), истакнутог српског историчара уметности, ликовног критичара и ватреног промотера авангардних идеја у уметности, научника свестраног хуманистичког образовања, најмлађег управника Народног музеја у Београду, плодног публицисте и харизматичног професора модерне историје уметности XX века на Групи за историју уметности Филозофског факултета у Београду. Завршивши студије историје уметности 1955. године,  на матичном факултету је и докторирао 1960. са тезом Српско сликарство 1900-1950. Као млад научник, који је скоро цео свој радни век посветио образовању младих, утемељио је нову научну дисциплину - историју модерне уметности и установио истоимену катедру, са новом методологијом и компаративним студијама историје уметности али и модерне социологије, филозофије, књижевности, математичких наука.
Бескомпромисни борац за истинске вредности у уметности, луцидна и сугестивна личност, професор Лазар Трифуновић је предавања за своје студенте претварао у свечаности духа на којима је уз полемику једне и друге стране неговао достојанство професора и достојанство студената, припремајући  будуће историчаре уметности за одговорно бављење различитим стручним пословима. Из богате библиографије Лазара Трифуновића од преко триста публикованих наслова: критика, есеја, студија, књига, научних радова, преведене стручне литратуре, најзаначаније и најпопуларније су студије:  Српско сликарство 1900-1950 (изд. Нолит 1973) и Сликарски правци XX века (Јединство, Приштина 1982), која је настала из  истоименог серијала Школског програма Телевизије Београд из 1979. године.
Административно седиште награде је адреса Културног центра Београда, где се организују послови рада Одбора и Жирија , као и свечаности на којима се сваке године  традиционално додељује награда 14. јануара, на рођендан Лазара Трифуновића.

## Добитници
- 1993. Милета Продановић за ликовну критику о изложби Зорана Петровића Докази о постојању, објављену у листу Борба, Београд, октобра 1993. године.
- 1994. Љиљана Ћинкул за приказе изложби у Београду објављене током 1994. године.
- 1995. Лидија Мереник за текст о венецијанском бијеналу Идентитет модерности, који је објављен у часопису Реч, Београд, 1995, а у обзир је узета и њена целокупна годишња критичарска продукција, као и књига Београд – осамдесете, Прометеј, Нови Сад, 1995.
- 1996. Бранислав Димитријевић за текстове објављене у дневном листу Наша Борба у којима је истакао свој врло одређен став према личностима и појавама актуелне уметности.
- 1997. Јасмина Чубрило за ликовне критике у часопису Реч, Београд, 1997.
- 1998. Стеван Вуковић за есеј Лични уметнички експеримент, објављен у каталогу изложбе Уроша Ђурића.
- 1999. Бојана Пејић за текст у каталогу изложбе После зида – Уметност у посткомунистичкој Европи, Стокхолм, 1998.
- 2000. Јован Деспотовић за целокупни рад у ликовној критици и текст у каталогу изложбе На крају, одржане у Галерији UNESCO, Париз 1999. године.
- 2001. Драгица Вукадиновић за текст Место у простору у монографији Бранибора Дебељковића, 2000. године.
- 2002. Бранислава Анђелковић за пројекат и предговор зборника Увод у визуелне женске теорије, 2001. године.
- 2003. Светлана Рацановић за пројекат и текст у каталогу Црногорска љепота, 2002. године.
- 2004. Дарка Радосављевић за текст и наступ, објављен у зборнику међународне конфернције 45. октобарског салона Симболичне и личне географије, Београд, 2003. године.
- 2005. Зоран Гаврић за стваралачки допринос тумачењу савремене ликовне уметности за 2005. годину.
- 2006. Миланка Тодић за књигу Фотографија и пропаганда, 1945-1958 као и текст "Никола Вучо у земљи андалузијског пса“, 2005.
- 2007. Маја Ћирић за текст у каталогу изложбе 'Ресет', Мрђана Бајића на Бијеналу у Венецији, Венеција, 2006. године.
- 2008. Дејан Сретеновић за текст Учини то поново.... Уметност поновног одигравања, Трећи програм Радио Београда, Радио Београд, Београд, 2007. године у оквиру циклуса ’Криза оригиналног и савремена уметност’.
- 2009. Јерко Денегри за критички текст Симптоми српске уметничке сцене после двехиљадите који је објављен у часопису Remont Art files, као и за текстове у допуњеном издању књиге Једна могућа историја модерне уметности - Београд као интернационална уметничка сцена 1965-2006, Друштво историчара уметности Србије, Београд, 2008. године.
- 2010. Никола Дедић за текст 'Мултикултуралност, медији, уметност у држави ванредног стања' написан поводом видео-инсталације Цигани и пси Зорана Тодоровића, објављен у часопису Трећи програм Радио Београда, 145, I/2010, Београд, 2010.
- 2011. Сава Степанов за студију у монографији сликара Бранка Филиповића Фила у издању Народног музеја Црне Горе, Подгорица, 2011.
- 2012. Јелена Стојановић за студију Ситуационисти, омладинци и стрипови поводом 26. Меморијала „Надежда Петровић“ у Чачку
- 2013. Ирина Суботић за за монографију Нандор Глид, и Милан Попадић за збирку есеја „Чији је Микеланђелов Давид“ (Баштина у свакодневном животу)[1]
- 2014. Радоња Лепосавић за разговор са мултимедијалним уметником Владаном Радовановићем у емисији „Клуб 2”, која је емитована марта 2014. године.[2]
- 2015. Данијела Пурешевић за ауторску емисију Арт зона „Лев Манович: језик нових медија” и критике изречене у Културном дневнику: Музеји – Финално одбројавање и Музеј савремене уметности – пролазно време.[3]
- 2016.  Сања Којић Младенов, за монографију Богданка Познановић: Contact Art[4]
- 2017.  Драгана Ковачић, за књигу  7 откуцаја. Цртеж у простору Модерне, самиздат, и Ана Богдановић, за студију Неколико размишљања о погледу предмета у сликарству Марка Челебоновића, у монографији Марко Челебоновић Архивирано на веб-сајту  (25. мај 2022), издање Галерија Рима
- 2018. Маја Станковић, за историјскоуметничку студију  Art Is What Makes Life More Interesting Than Art (Уметност је оно што чини живот занимљивијим од уметности) , објављен у Зборнику за студије модерне уметности Филозофског факултета у Београду и теоријску критику Going, Going, Gone, објављену на порталу Студије савремености
- 2019.  Симона Огњановић, за студијски текст Речник миграција: једно могуће тумачење деведесетих, публикован у каталогу изложбе Деведесете: речник миграција, Музеј Југославије
- 2020. Софија Миленковић, за студију под називом  Странац у Паризу: критичка рецепција Саве Шумановића на париској уметничкој сцени од 1926. до 1928, објављену у научном часопису Зборник Семинара за студије модерне уметности Филозофског факултета Универзитета у Београду  и Гордана Станишић, за историјско-уметнички текст  О цртежима Лазара Возаревића у монографији Лазар Возаревић, издање Фонда Вујичић колекција (Београд, 2020.) и стручни текст Дамјан на искуствима Дамјана у каталогу истоимене изложбе у Народном музеју у Београду
- 2021.  Слађана Петровић Варагић, за ауторски осмишљен и критички интониран видео серијал посвећен 58. Октобарском салону, који је објављен и реализован у оквиру пројекта Критика на делу
- 2022. Мирослав Карић за текст Студија случаја, објављен у истоименом каталогу самосталне изложбе Биљане Ђурђевић, одржане у Салону Музеја савремене уметности, од 25. марта до 23. маја 2022.[5][6]